# Enfance de Francisco Franco
L'enfance de Francisco Franco se déroula à Ferrol, en Galice, ville où il est né en 1892 jusqu'à son entrée à l’Académie de Tolède.
Le général Francisco Franco est l'héritier d’une lignée de six générations d’officiers de marine pour qui aucune autre existence n’était envisageable qu’au service du drapeau, dans la flotte de guerre de préférence. Sa ville natale (alors la plus importante base navale d’Espagne, où vivait en vase clos une caste de militaires), le milieu familial (avec les figures contradictoires du père, libre-penseur, impie et bambocheur, et de la mère, pieuse, sobre et charitable), les circonstances historiques (la défaite espagnole de 1898 face aux États-Unis avec la perte des derniers vestiges de l’Empire colonial, la Révolution philippine, le Traité de Paris (1898)) constituent sans doute autant de clefs d’analyse permettant de mieux cerner la personnalité du futur dictateur. En particulier, ladite défaite de 1898 avait fait de Ferrol une ville déchue, peuplée de militaires réduits à l’indigence et pétris de rancœur à l’encontre de la société civile, jugée par eux trop peu patriotique — fracture sociale qui ne cessera de nourrir la réflexion idéologique ultérieure de Franco. 
Rien ne singularisa le parcours scolaire du futur Caudillo, si ce n’est une très vive ambition. La parentèle, ou le clan, c’est-à-dire la famille élargie à quelques amis d’enfance, gardera une importance notable pour Francisco Franco, notoirement ses deux frères Nicolás et Ramón, qui ne lui ressemblaient guère, et son fidèle cousin Pacón. Par sens du clan, par fidélité ou indifférence aux nouveaux contacts, c'est à peine si Francisco Franco renouvellera son environnement social et qu'il étendra ce milieu initial à quelques compagnons d’armes du Maroc ou à un collaborateur occasionnel.

## Naissance

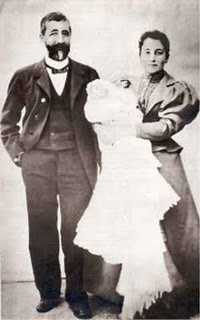
Francisco Franco, au jour de son baptême, le 17 décembre 1892, dans les bras de sa mère María del Pilar Bahamonde. À gauche, le père Nicolás Franco Salgado-Araújo.

Francisco Franco vint au monde le 4 décembre 1892 à Ferrol, dans la province de La Corogne, au numéro 108 de la rue Frutos Saavedra (actuelle Rua Maria ou Calle María), dans le centre historique de la ville. Le 17 décembre, il fut baptisé en l’église San Francisco, qui était l’église de la paroisse de la marine de guerre et de l’armée, et reçut le nom de Francisco Paulino Hermenegildo Teódulo — Francisco à cause de son grand-père paternel, Hermenegildo à cause de sa grand-mère maternelle et marraine, Paulino à cause de son parrain, et Teódulo à cause de Théodule de Constantinople, le saint du jour. Son père, Nicolás Franco Salgado-Araújo (1855-1942), était capitaine dans la marine, et était parvenu au grade d’intendant-général, fonction équivalant à général de brigade, et sa mère, María del Pilar Bahamonde y Pardo de Andrade (1865-1934), était issue d’une famille ayant elle aussi une tradition de service dans la marine, et jouissait, en tant que fille du commissaire de l’escadre navale de la place, d’un statut social semblable à celui de son mari. L’aîné des enfants du couple, Nicolás, allait à son tour se conformer à la tradition familiale et devenir officier de marine et diplomate. L'autre frère de Francisco Franco, Ramón, saura s’acquérir par ses prouesses aéronautiques une grande notoriété comme pionnier d’aviation. Il avait enfin deux sœurs, Pilar et Paz, mais cette dernière mourut à l’âge de cinq ans.

## Milieu et contexte historique

### Ferrol et sa base navale
La ville de Ferrol et ses environs, où jusqu’à ses derniers jours Franco consacrait ses moindres loisirs à pêcher dans les torrents près de Pontedeume ou dans les eaux de la mer Cantabrique, sont peut-être une des clefs pour comprendre le personnage de Franco. Petite ville endormie qui ne comptait au début du XXe siècle que quelque 20 000 habitants et était encore à cette époque-là cernée de murailles, Ferrol s’étend sur la rive nord d’une magnifique rade naturelle et hébergeait alors la plus grande base navale du pays, en plus d’importants chantiers navals. Cependant, ses habitants ordinaires connaissaient encore des conditions de vie fort dures et resteront p. ex. privés d’eau courante jusqu’en 1923. 
Bartolomé Bennassar observe que dans ses mémoires dictées au Dr Pozuelo, le vieux Caudillo mentionne seulement Ferrol, sans faire aucune référence à la Galice, sa région natale, ce qui vient confirmer le caractère marginal de Ferrol, « ghetto militaire », selon le mot de Bennassar, ville vivant de la mer et de l’argent de l’État, « presque étrangère à une région qui, en cette fin du XIXe siècle, est l’une des terres les plus pauvres d’une Espagne pauvre. Le revenu par tête des quatre provinces de Galice est, avec celui des deux provinces d’Estrémadure, le plus faible d’Espagne ». Le jeune Franco n’avait quitté Ferrol que pour se rendre, par voie de mer, à la capitale provinciale La Corogne, toute proche, où il fallait aller passer les examens de fin d’année.
La paroisse castrense (c'est-à-dire de l’armée) était un modèle accompli d’endogamie sociale. Les militaires gradés y constituaient une caste privilégiée et isolée, et leurs enfants, dont les Franco, vivaient dans un milieu clos, presque étranger au reste du monde, constitué exclusivement d’officiers, généralement de la marine, où se faisait la socialisation des jeunes gens,. Sur le plan socio-économique, les militaires appartenaient plutôt à la classe moyenne, dépourvus qu’ils étaient de grands moyens en dehors de ceux qu’ils pouvaient recevoir par héritage. Les Franco avaient quelque peine à tenir le rang social auquel ils aspiraient et avaient un train de vie assez austère, un budget serré pour les vêtements et les loisirs, mais la famille ne souffrait pas de privations et avait un domestique, voire deux, lorsqu’ils s’installèrent dans la grande maison du Paseo de Herrera, vaste demeure de deux étages, acquise sans doute grâce à un héritage cubain,. En somme, note Bartolomé Bennassar, « une existence ordinaire pour une famille de la classe moyenne, confinée dans une ville qui ressemblait à une petite île, une ville-ghetto car non encore, au début des années 1900, reliée par chemin de fer au reste de l’Espagne ».

### La défaite espagnole de 1898

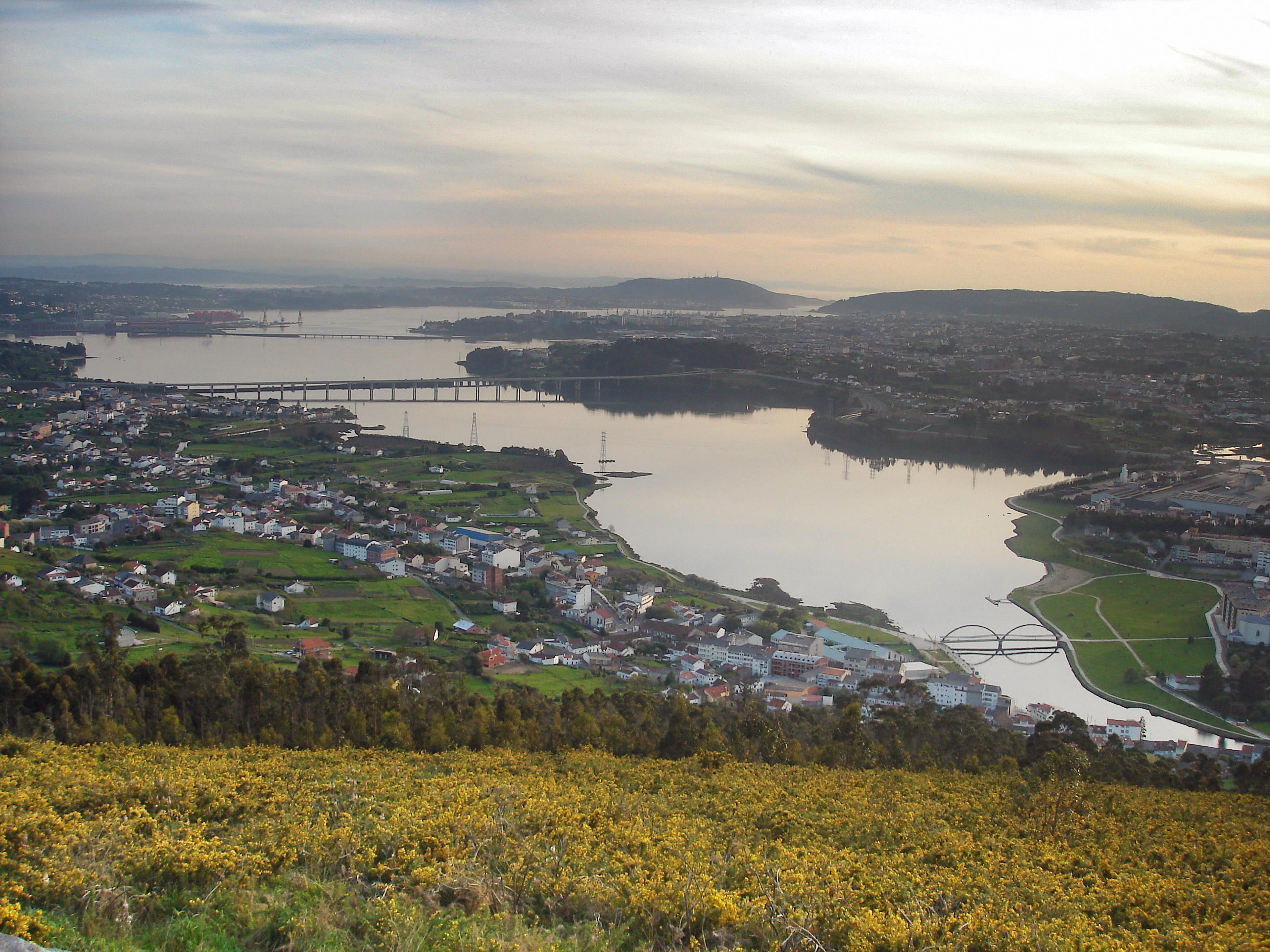
Vue panoramique sur la rade (ría) de Ferrol depuis le mont Ancos.

Un événement historique survenu en 1898 permet d’expliquer en partie les rudimentaires idées politiques de Franco. La perte de Cuba à la suite de la guerre hispano-américaine signifia la disparition définitive de ce qui avait été l’Empire espagnol, et ce dans une période perturbée où, sur la base d’un libéralisme élitiste non encore consolidé et instable, des tentatives avaient lieu d’instaurer le parlementarisme démocratique appuyé sur le suffrage universel. En Espagne, le XIXe siècle avait été marqué par une longue période d’instabilité politique et de guerres civiles ; les projets des libéraux se heurtaient chaque fois à la réaction de l’Ancien Régime et de l’Église. Cette situation de conflit politique et social, à laquelle s’ajoutaient révoltes et guerres intestines et coloniales, fut propice à un système politique corrompu et inefficace dans une Espagne appauvrie, retardée et en proie à d’importants déséquilibres entre classes et de disparités entre régions. Pour Franco, de même que pour les conservateurs d’une grande partie du XXe siècle, il a dû être tentant d’assimiler aux anciens régimes autoritaires la grandeur de l’Empire déchu, et aux nouvelles positions libérales le désastre de sa perte.
Ferrol plus particulièrement, dont toute l’activité était axée sur l’envoi de troupes et le commerce avec les colonies d’outre-Atlantique, fut avec Barcelone l’une des villes les plus durement frappées par cette défaite. Ainsi l’enfance de Franco se passa-t-elle dans une ville déchue, parmi des militaires retraités ou invalides, réduits à l’indigence, et dont le gouvernement n’était plus en mesure de verser les pensions, où les communautés professionnelles — militaires et marins d’une part, commerçants de l’autre — s’étaient repliées sur elles-mêmes, enfermées dans une rancœur réciproque. El Ferrol, note Andrée Bachoud, est « l’image du climat qui règne partout en Espagne et qui va entraîner la plus grande crise politique qu’elle ait connue de toute son histoire ». Dans les milieux militaires et dans une partie de la population, la résistance dont avait fait preuve une flotte pourtant obsolète et mal équipée était considérée comme le fruit de l’héroïsme de quelques militaires qui avaient tout sacrifié à la patrie, et la défaite comme la conséquence de l’attitude irresponsable de quelques politiciens corrompus qui avaient délaissé les forces armées. L’armée, désormais privée d’empires d’outremer à défendre, poussa alors, notamment pour laver l’affront de la défaite, aux ultérieures interventions au Maroc, pendant que se généralisait en son sein un patriotisme exacerbé et un sentiment de supériorité vis-à-vis de la population civile, et que l’émergence des régionalismes — principalement catalan, attisé par les élites catalanes auxquelles échappait désormais le marché cubain — et le renforcement du pacifisme de gauche, étaient perçus comme des ferments de dissolution de la nation,. La défaite signa ainsi le divorce entre société militaire et la société civile.
Le désastre de 1898 fut en outre d’autant plus durement ressenti à Ferrol que quelque 250 Ferrolans avaient péri lors des combats navals, que des milliers de marins originaires de Galice s’étaient enrôlés dans la désastreuse aventure et étaient revenus démoralisés, blessés et mutilés, et que les vestiges de l’empire colonial — en particulier Cuba, Porto Rico et les Philippines — qui jusqu’alors avaient permis à l’Armada d’offrir une carrière aux enfants de Ferrol, s’étaient évanouis par cette défaite. Pourtant, en 1898, Franco n’avait que cinq ans, et la perte de Cuba serait passée inaperçue pour lui, n’était la réaction que l’événement suscita dans la société espagnole et qui se prolongea durant toute son enfance et sa première jeunesse. La grande défaite navale fut en effet vécue en Espagne comme une humiliation infligée par un pays émergent à un grand État impérial. 
La défaite de 1898 fut souvent commentée dans la famille Franco et plus tard par les garçons de la génération du Caudillo, ne serait-ce que parce que l’issue fatale de la guerre avait transformé leur destin en leur fermant la carrière d’officier de marine. La perte des restes de l’empire colonial est le premier drame que Franco reconnaissait comme traumatique pour lui. Dans ses Apuntes (notes autobiographiques, ébauche de mémoires), il revendiquait son appartenance à cette « génération du Désastre » et, confondant son histoire personnelle et l’histoire nationale, assignait à la perte de Cuba une place primordiale dans sa vie . En imputant les désastres de son pays aux « intrigues étrangères et à l’invasion de la franc-maçonnerie », il exprimait à son tour les frustrations de l’armée qui rejetait sur la classe politique la responsabilité du désastre. Dans Raza, court roman de Franco publié en 1941, et dans d’autres de ses écrits, il s’indignait des calomnies américaines sur l’explosion du cuirassé américain Maine, de la trahison des politiques ou du manque de patriotisme des foules. Ses réflexions postérieures sur le désastre de 1898 le portèrent à rallier les thèses de l’idéologie régénérationniste, qui du reste se répandit dans toute l’Espagne dans les premières années du XXe siècle et qui, au-delà des interprétations divergentes, postulait invariablement la nécessité de réformes profondes et le rejet du système hérité de la Restauration, et dénotait à la fois une filiation positiviste et des tendances utopiques. Les frères Franco étaient par ailleurs de fervents monarchistes, et avaient notamment été indignés par l’attentat anarchiste perpétré à Madrid en 1906 contre le roi Alphonse XIII et sa jeune femme doña Victoria Eugenia.

## Ascendances et famille
Francisco Franco est le descendant d’une lignée de six générations de marins, dont quatre nés à Ferrol même, au sein d’une communauté qui ne concevait l’existence des hommes que comme une vie au service du drapeau, dans la flotte de guerre de préférence, ou, à défaut, dans l’armée de terre. Aussi, parmi les quelque 50 Franco nés à Ferrol entre 1814 et 1936, trente-cinq, soit les deux tiers, avaient pris du service dans l’Armada, et une vingtaine avaient été officiers de marine et une quinzaine avaient travaillé dans l’administration ou l’intendance de la flotte,. Franco lui-même traça, à la fin de sa vie, devant le Dr Pozuelo, l’historique familial suivant :

« Aux mêmes fins furent envoyés du reste du pays les moyens administratifs et techniques spécifiques, indispensables pour doter cette base du personnel adéquat ; parmi eux arriva, comme maître de voilure des vaisseaux de Sa Majesté, depuis Puerto Real, Manuel Franco de La Madrid, dont descend la famille Franco, laquelle depuis lors se voua au service de la marine ; parmi eux se distinguèrent — en témoignent les postes élevés auxquels ils accédèrent — don Francisco Franco Vietti et son fils Nicolás, mon père, tous deux intendants généraux de l’Armada, comme le fut aussi mon autre grand-père, le père de ma mère, Don Ladislao Bahamonde y Ortega, lui aussi intendant de la Marine,. »

Tant le père que la mère de Franco avaient de nombreux parents en Galice. Ces familles prolifiques comportaient des fratries nombreuses qui à elles seules formaient des microsociétés. Les relations de ces garçons et de ces filles garantissaient leur socialisation, mais dans un espace clos. Car, comme le note Bartolomé Bennassar, l’endogamie sociale se doublait d’une forte endogamie géographique, Ferrol, gardé par les montagnes et la mer, interdisant en effet presque toute évasion. Franco avait des cousins orphelins, enfants d’un frère du père — dont Francisco Franco Salgado-Araújo, dit Pacón, né en juillet 1890 —, et desquels le père de Franco accepta d’assumer la tutelle,.
Une ascendance juive de Franco est tenue par certains pour évidente, et après sa mort, des rumeurs ont circulé à propos de supposées origines juives de la famille Franco, bien qu’aucune preuve concrète ne soit jamais venue corroborer une telle hypothèse. S’il est vrai que le nom Franco est couramment porté par des Séfarades que l’on retrouve éparpillés en Hollande, en Italie, en Tunisie, en Turquie, en Asie mineure, en Crète et aux États-Unis, mais qu’il est non moins vrai que plusieurs onomasticiens démontrent que Franco peut aussi être la traduction du mot franc, l’immigré du Nord au Moyen Âge, pendant la Reconquête notamment, ou désigner celui qui à la même époque était exempté du droit de capitation et de certains tributs. Par contre, le nom de sa mère, Bahamonde y Pardo de Andrade, ne prêtait pas à controverse. Une quarantaine d’années après la naissance de Franco, Hitler chargea Reinhard Heydrich de mener des investigations pour essayer d’élucider la question, mais sans résultat. L’enquête de pureté de sang menée en 1794 au bénéfice de Nicolás Franco Sánchez de Viñas y Freyre de Andrade, ancêtre du Caudillo, est peu pertinente, vu qu’à cette époque de telles enquêtes étaient devenues complaisantes. Au demeurant, Franco ne manifesta jamais le moindre souci au sujet de ses origines,, et aucun document ne laisse entrevoir de la part de Franco une quelconque préoccupation à cet égard. Pour lui comme pour beaucoup d’Espagnols, la question de la pureté biologique ne se posait plus depuis longtemps. Les historiens Payne et Palacios font observer par ailleurs que la majorité de la population juive d’Espagne s’est convertie au catholicisme au fil des générations aux XIVe et XVe siècles, avec pour résultat que la société espagnole a absorbé plus de gènes juifs que tout autre pays européen. Une étude génétique publiée en 2008 a conclu qu’approximativement 20 % de la population espagnole possède une ascendance juive. Cela est si commun, que lors même tel eût été le cas de Franco, cela serait une caractéristique partagée par plus de huit millions de citoyens de l’Espagne du XXIe siècle et ne représenterait nullement un trait exceptionnel.

## Parents
Durant son enfance, le jeune Franco était confronté à deux modèles contradictoires, celui de son père, libre-penseur, dédaigneux des conventions, délibérément impie et ostensiblement fêtard et coureur, et celui de sa mère, parangon de courage, de générosité et de piété. 

### Le père
Son père, ayant été naguère affecté à Cuba et dans les Philippines, avait adopté les habitudes de l’officier des colonies : libertinage, jeux de casino, et ripailles et beuveries nocturnes. Pendant qu’il était en poste à Manille, âgé alors de 32 ans, il avait engrossé Concepción Puey, âgée de 14 ans, fille d’un officier de l’armée de terre, qui donna en décembre 1889 le jour à un garçon,, Eugenio Franco Puey,,, fils naturel que Nicolás reconnut peu de temps avant son retour à Ferrol, c’est-à-dire peu avant son mariage avec Pilar Bahamonde. Il fut à la fin de sa carrière intendant général de la marine, ce qui équivaut à peu près au grade de vice-amiral ; cette fonction, qui semble être de tradition dans la famille, car on la retrouve sur six générations, était en l’espèce un poste purement administratif. À Ferrol, il s’adapta difficilement à l’atmosphère bien-pensante de la Restauration,, et passait des journées à boire, à jouer et à palabrer, et avait coutume de rentrer tard, souvent éméché et toujours mal luné. Il se comportait de façon autoritaire, à la limité de la violence, n’admettant pas la contradiction, et les quatre enfants — Francisco dans une mesure moindre, étant donné son caractère introverti et effacé — souffraient de ces rudes manières. Sa fille Pilar en a témoigné comme suit :

« Notre père était très sévère avec ses enfants pour tout ce qui touchait aux études et à l’accomplissement de notre devoir. Mais pas à coups de bâton et en nous martyrisant, comme l’assurent par ici certains écrivains sensationnalistes. J’aimerais savoir où ils sont allés chercher une telle barbarie. Ils sont allés jusqu’à dire que dans un moment d’indignation, mon père voulut couper une main à Nicolás avec un couteau de cuisine... Le plus grave qu’il nous ait fait fut de nous donner à point nommé une paire de claques. Je puis témoigner que sur moi il n’a jamais levé la main. Non parce que je ne l’aurais pas mérité de temps en temps. Sur mes frères oui, quand ils en avaient fait de trop belles. Aujourd’hui, on dit souvent qu’il ne faut pas frapper les enfants, mais à cette époque-là, c’était tout le contraire ; les coups de bâton étaient forts et fréquents et même — le croira-t-on — recommandés par les instituteurs. »

Une des nièces de Franco (et donc petite-fille de Nicolás), Pilar Jaraiz Franco, a livré le témoignage suivant :

« Ma mère disait que le grand-père était très sévère, qu’il punissait ses enfants souvent et avec peu de douceur ; qu’il s’emportait facilement, que si on le contredisait, que ce fût sa femme, ses enfants ou toute autre personne, cela provoquait des scènes orageuses et que souvent il ne savait pas garder son sang-froid et le calme qui convenait. Enfin, que c’était une personne d’un puissant caractère, un peu à la manière de mon oncle Ramón, bien qu’avec un sens de l’humour moins marqué... Le grand-père, tel que je l’ai connu par la suite, était un homme un peu voûté, non pas petit de taille, mais pas grand non plus. Mince, avec une barbe blanche et pas très bien habillé. La plupart des choses qui ont été dites sur lui sont des fantaisies — qu’il aurait bu, alors qu’à aucun moment je ne lui ai remarqué de signes d’ivresse, et sa conduite dans sa profession a toujours été irréprochable. Pas davantage, je ne crois qu’il jouait au jeu, au vrai sens du terme. C’est-à-dire qu’il n’était pas un joueur, il se peut qu’il ait joué une petite partie au casino avec ses amis. Mon grand-père était plutôt attentif à l’argent et je doute très fort qu’il ait pu le risquer allègrement au jeu. »

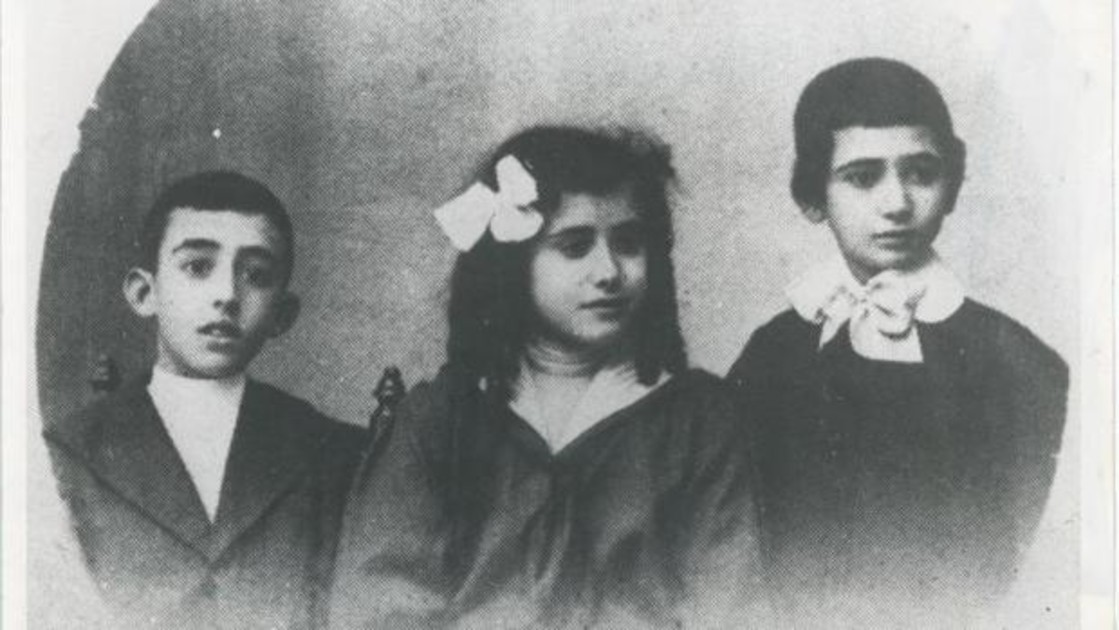
Francisco, Pilar et Ramón Franco (de gauche à droite, 1906).

Il ne soumit jamais ses enfants à de mauvais traitements. Il exigeait que les études soient suivies avec ponctualité, notamment celles de son aîné, Nicolás, intelligent mais paresseux, et surveillait donc avec vigilance le travail de ses fils. Quant à Francisco, sa maigreur et ses airs d’enfant sage semblaient irriter le père au plus haut point. Il avait coutume de convier ses fils et quelques-uns de ses neveux à des promenades dans la ville, le port, et les environs pendant qu’il les entretenait de géographie, d’histoire, de la vie marine et de sujets scientifiques,. Le cousin Pacón témoigna comme suit à propos de son tuteur : 

« Mon tuteur était un homme d’une grande intelligence mais très excentrique, comme il advient souvent avec des personnes de ce genre. Il avait une très forte personnalité qui le poussait à faire ce dont il avait envie sans se soucier du qu’en-dira-t-on… Avec son fils il fut toujours trop exigeant et sévère… Jamais il ne se glorifia des mérites de ses fils et il n’attachait guère d’importance à leurs succès […].

Au cours de nos longues promenades pédestres, par les routes et les chemins de la ría ferrolane, il développait notre culture et nos relations fraternelles. Mon tuteur, homme très intelligent et amène, parlait sans cesse : il nous décrivait les diverses sortes de sol, d’arbre, d’oiseau, de bétail etc., tout ce qui lui paraissait intéressant pour notre formation ; de même, tout ce qui concernait les communications télégraphiques et téléphoniques, l’électricité etc. Si nous suivions une route côtière et apercevions de près un bateau, il se hâtait de le décrire, afin de s’assurer que nous apprenions la technique navale et la nomenclature, ce que je n’ai jamais oublié… Je n’oublie pas non plus les magnifiques leçons d’histoire ferrolane,. »

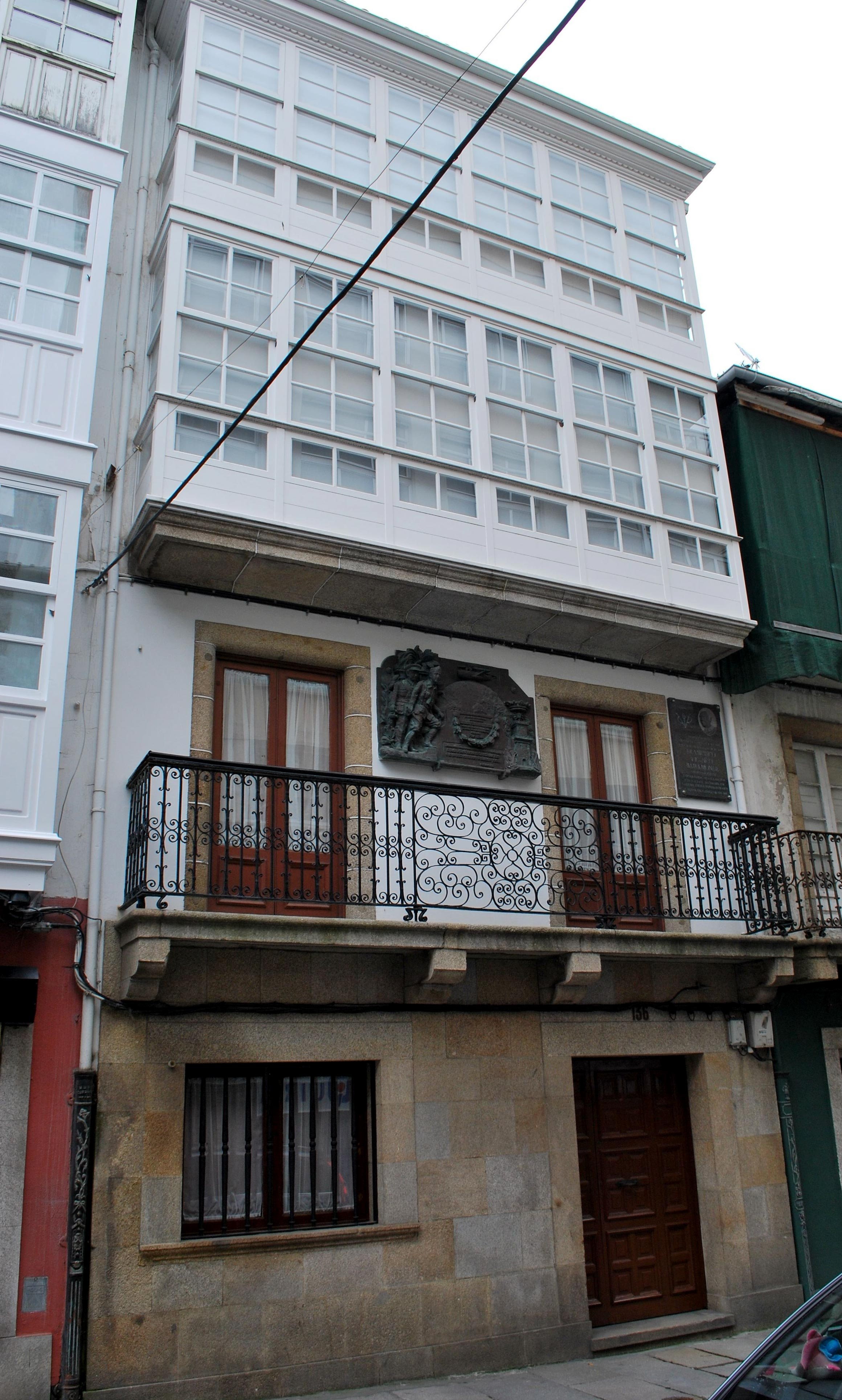
Maison natale de Francisco Franco à Ferrol, l’une des maisons ferrolanes aux « galeries peintes en blanc, sorte de miradors finement ouvragés en fer forgé et vitrés. De ces galeries, on voit sans être vu. Les Galiciens estiment que cet habitat les représente assez bien dans ce qu’ils considèrent comme leurs qualités essentielles, la discrétion et la défiance ».

Le père allait cumuler tous les titres à l’hostilité de son fils Francisco : sans jamais aller jusqu’à un engagement politique ou idéologique affirmé, il était résolument hostile à la guerre du Maroc, avait affirmé à Madrid ses convictions libérales, avait des convictions républicaines, laïques, anticléricales, puis franchement anti-franquistes, et estimait que l’expulsion des Juifs par les Rois catholiques était une injustice et un malheur pour l’Espagne,. Se classant politiquement à gauche, il se déclara d’emblée hostile au Mouvement national, et même après que son fils fut devenu dictateur, demeura très critique à son encontre tant en public qu’en privé. Il n’avait pas su reconnaître le génie de son deuxième fils et ne lui avait jamais exprimé le moindre sentiment d’admiration, témoin son absence à la fête de la Victoire en 1939,. Pourtant, il n’apparaît pas comme un homme capable de véritables engagements politiques ; ainsi, durant la guerre civile, il séjourna en Galice et ne se manifesta ouvertement par aucune prise de position.
L’atmosphère confinée de Ferrol et le malaise du couple le conduisirent sans doute à solliciter, ou à accepter, une affectation à Cadix en 1907, puis une mutation à Madrid, en principe pour deux ans. Cependant Nicolás ne reviendra jamais, s’étant mis en ménage avec une jeune femme, Agustina Aldana, institutrice de son état, qui était l’antithèse de son épouse, et avec qui il vécut jusqu’à sa mort en 1942. Agustina apporta un enfant à ce ménage, mais la fillette était, semble-t-il, une nièce qu’elle avait adoptée et non une fille biologique de Nicolás Franco, qui, avec la pension de vice-amiral qu’il touchait après sa retraite en 1925, s’était transformé en un avare notoire et extravagant. Au début, il n’y eut pas de rupture officielle, et il continua de soutenir économiquement la famille, le père adressant ponctuellement à sa famille l’argent nécessaire à son entretien, et pendant plusieurs années revint à Ferrol pour les vacances d’été, mais l’abandon finira par être total,. Cet abandon du foyer conjugal fut à l’origine du conflit entre Nicolás et son fils Francisco et de la rupture définitive du dialogue entre le père et le fils. Le futur Caudillo ne pardonna jamais à son père l’offense publique faite à sa mère, d’autant moins que par la suite, Nicolás proclamait ne pas s’expliquer la fortune politique de ce fils qu’il tenait pour le plus médiocre des trois. Les frères de Francisco, devenus adultes, pour qui le père avait toujours eu une prédilection, visitaient leur père de temps à autre, mais rien n’indique que Francisco Franco l’ait jamais fait. Francisco était celui qui était le plus fortement attaché à leur mère, et les traits de caractère qui se manifesteront ultérieurement — son désintérêt pour les relations amoureuses, son puritanisme, son moralisme et sa religiosité, sa répugnance à l’alcool et aux festins — faisaient de lui une antithèse de son père et l’identifiait pleinement à la mère. Il ne reverra son père qu’à quelques rares reprises : quand en 1916 son père le visita en compagnie de la mère sur son lit d’hôpital à Ceuta, après sa grave blessure, et la seconde et dernière fois, au décès de la mère en 1934.
Aussi Franco écarta-t-il son père de sa vie. De son vivant encore, et, quoiqu’il n’ait jamais dit du mal de lui, il évitait de le mentionner. Il refusa de reconnaître la seconde épouse de son père, et lorsque Nicolás mourut à l’âge de 86 ans en 1942, il fit inhumer ses restes aux côtés de ceux de doña Pilar dans le panthéon familial des Franco au cimetière de La Almudena à Madrid. Dans son court roman Raza, Franco fait apparaître comme personnage principal un officier de la marine représentant le père idéal que Franco eût aimé avoir : une figure mythique, d’une vaillance martiale inflexible et droiture morale inaltérée : un chef au combat, non un bureaucrate, et un homme entièrement dévoué à sa famille.

### La mère
Au contraire du père, la mère de Franco était conservatrice, extrêmement religieuse et très respectueuse des us et coutumes de la bourgeoisie d’une petite ville de province. Presque aussitôt après les noces, les conjoints ne se faisaient déjà plus d’illusions sur leur affinité de couple. Nicolás ne tarda pas à reprendre ses habitudes d’officier des colonies, et Pilar, résignée et débonnaire, épouse digne et admirable, de dix ans plus jeune que son mari, qui vivait et s’habillait avec une grande austérité et n’avait jamais un mot de reproche, se réfugia dans la religion et dans l’éducation de ses quatre enfants, leur inculquant les vertus de l’effort et de la ténacité pour progresser dans la vie et monter socialement, et les exhortant à la prière. Franco, plus qu’aucun de ses frères, s’identifia à sa mère, de qui il apprit le stoïcisme, la modération, la maîtrise de soi, les gestes mesurés, la solidarité familiale et le respect pour le catholicisme et pour les valeurs traditionnelles en général. Elle aimait à se faire accompagner par le jeune Francisco à l’église de la Virgen del Chamorro, qui surplombe la ville d’El Ferrol, lorsqu’elle allait y faire ses dévotions. Bartolomé Bennassar cependant conteste l’idée selon laquelle la foi religieuse de Pilar marqua le futur Caudillo de façon décisive : Pilar Bahamonde certes était une femme pieuse, mais plus encore une femme charitable, qui avait le souci des autres, qui pratiquait le pardon des injures et des offenses ; or ce ne sera que sur son lit de mort que Francisco Franco pardonnera à ses ennemis. De même, après la défection de son mari, elle recommanda à ses enfants d’aller voir leur père lorsqu’ils viendraient à passer à Madrid, ce qu’ils feront tous, sauf Francisco. L’influence de Pilar concernait surtout la morale et les idéaux qu’elle donna à son fils, et plus encore la formation de son caractère. Parce qu’il avait vu sa mère souffrir des aventures de son père, puis de son départ définitif pour Madrid, Francisco Franco considéra toujours l’adultère comme un « horrible péché » et, une fois au pouvoir, eut des mots très durs pour les « hommes à femmes » ; significativement, dans ses Apuntes, il fait figurer, parmi les plaies engendrées par la franc-maçonnerie, l’« infidélité conjugale ».

## Fratrie et clan
La fratrie gardera une importance notable pour Franco, qui conservera toujours le sens du clan, c’est-à-dire de la famille, élargie à quelques amis d’enfance. Les Franco Bahamonde ne se confondaient pas au type courant de Ferrol et de leur milieu social ; en effet, la fratrie comprenait :
- L’aîné des frères, Nicolás, le plus conventionnel, le plus grand de taille aussi (quoique de petite stature encore)[64], était le fils préféré de son père et, selon la plupart des témoins, le plus intelligent de la famille. Bien que très lié à Francisco Franco, mais très différent de lui, il ne lésinait pas p. ex. sur les moyens d’assouvir son goût du luxe et de la fête[69], et déjà à Ferrol, il menait la vie des jeunes mirliflors de son temps et aimait à gagner beaucoup d’argent et à le dépenser. Son camarade de l’école navale, Juan Antonio Suanzes, futur ministre de l’Industrie et du Commerce, qui par la suite ne se priva pas de critiquer vivement son comportement professionnel et ses mœurs, le qualifia même de « surdoué ». Mais il rechignait à se laisser diriger et ménageait ses efforts, au grand mécontentement de son père[70]. Pourtant, il suivit la tradition familiale d’entrer à l’Académie navale, et rejoignit ensuite le corps militaire chargé de la construction navale, et, gravissant rapidement les échelons, atteignit à trente ans, en 1921, un grade équivalent à lieutenant-colonel de l’armée de terre. Pourtant, à l’âge de 35 ans, il quitta l’administration militaire pour devenir directeur d’un chantier naval à Valence (où il bénéficiait d’un meilleur salaire), puis homme d’affaires[71],[69]. Il ne manifesta jamais le moindre intérêt pour les aventures et les prouesses héroïques de ses deux frères cadets. En 1933, il reprit du service dans la marine, donnant des cours à l’École d’ingénieurs navals de Madrid. Devenu veuf, il se remaria avec la cousine de sa première femme et eut d’elle son unique fils. Il possédait l’art de la conversation et un grand sens de l’humour[71]. Sitôt déclenchée la Guerre civile, la solidarité familiale prenant facilement le dessus dans son esprit, il participa au Mouvement à Ávila, puis joua un rôle important auprès de son frère pendant les journées de septembre 1936, quand Franco fut fait généralissime et chef de l’État, puis comme secrétaire politique à Salamanque, alors QG des forces nationalistes. Bientôt remplacé par Serrano Suñer, beau-frère de Carmen Polo, il devint alors ambassadeur à Lisbonne, poste crucial pendant la Guerre civile et les premières années de l’après-guerre. Il profita de sa position pour s’embarquer dans des affaires et des combinaisons financières souvent douteuses (notamment l’affaire REACE), forçant le Caudillo à intervenir pour le tirer d’embarras[72]. Au Portugal, il fréquentait Juan de Bourbon et aimait les jolies femmes, mais, assure sa sœur Pilar, se contentait le plus souvent de son épouse légitime. Il eut soin d’assurer les jours d’Agustina, la concubine de son père, en lui faisant obtenir une pension de veuvage. Pendant la Seconde Guerre mondiale, il intervint plusieurs fois, non sans calcul politique, depuis son ambassade de Lisbonne, pour que l’Espagne accorde l’asile à des Juifs en fuite. Il écrivit à son frère le Caudillo lors des procès de Burgos pour lui conseiller de ne pas signer les sentences de mort[73].

- Ramón, le cadet des frères, était plus petit encore que son frère Paco, mais apparaît comme le plus hardi de la fratrie[74]. Lui aussi fort différent de son frère Franco, dans son comportement comme dans ses choix[69], il était le prototype de la star, populaire, fantasque, imprévisible, préférant la fréquentation des artistes — Carlos Gardel lui dédia un tango, Gloria del Águila (littér. la Gloire de l’aigle), après son exploit transatlantique —, des marginaux et des rebelles. Tenté par les idéaux de la République, devenu franc-maçon, puis séduit un temps par l’anarchisme (il eut quelques relations avec Durruti), il défia volontiers le pouvoir en place. Plus tard, sous le gouvernement de Berenguer, il conspira ouvertement contre la monarchie, fut arrêté et emprisonné en octobre 1930 par Mola, alors directeur général de la sûreté, pour contrebande d’armes et fabrication de bombes, mais réussit à s’évader[75]. En rupture avec son milieu, plein d’idéologie confuse et contradictoire, Ramón, par ses incartades, avait souvent mis en difficulté Francisco auprès des autres officiers. Franco toutefois s’employa toujours à protéger Ramón, comme l'attestent ses lettres moralisantes mais affectueuses. La seule explication est, selon Paul Preston et Bartolomé Bennassar, l’attachement viscéral de Franco au clan, une loyauté inébranlable envers sa famille et même (dans les termes de Preston) une « propension […] à adapter les règles aux intérêts de la famille, qui contrastait avec la manière impitoyable dont il traitait ses rivaux »[76],[77]. Lorsque Ramón apprit fin septembre 1936 que son frère venait d’être élevé au rang de chef d’État, il s’enrôla dans l’aviation nationaliste et fut nommé chef de la base aérienne de Majorque, au grand scandale du chef de l’armée de l’air, le général Kindelán, et de plusieurs officiers. Il périt en septembre 1938 dans des circonstances mal élucidées, lors d’une mission aérienne sur le littoral valencien[78].

- La sœur de Franco, Pilar, si elle était vive, spontanée, persévérante, dotée de courage personnel et de fermeté de caractère, ne disposait cependant que d’une culture indigente, avait des idées étriquées et manquait de sens critique. Pendant la Guerre civile, elle joua un rôle comme déléguée des hôpitaux dans les provinces du Nord-Ouest, mais on ne la vit plus ensuite que fort rarement au Pardo[79]. Elle épousa un ingénieur civil aux idées conservatrices et carlistes, beaucoup plus âgé qu’elle, avec qui elle eut dix enfants, le dernier après la Guerre civile, à l’âge de 45 ans. Quatre de ses fils maintinrent en honneur la tradition familiale et devinrent officiers de marine, l’un d’eux parvenant au grade de contre-amiral[80],[74]. Veuve, elle fera montre d’un talent pour les affaires au moins égal à celui de son frère aîné[69].

Dans la parentèle est à signaler encore le cousin Pacón, avec qui Franco partagea les mêmes jeux, les mêmes loisirs, les mêmes études, les mêmes écoles et académies, et qui fut à ses côtés au Maroc, puis à Oviedo. Pendant la Guerre civile, Pacón devint le secrétaire, puis le chef de la maison militaire de Franco, mais aussi, selon Bennassar, « son confident, son écho, son répondeur ».
En dehors du cercle familial, le clan Franco comprenait : 
- Camilo Alonso Vega, orphelin de guerre, entré à l’académie de Tolède en même temps que Franco, où il obtint un brillant classement. Il retrouva Franco au Maroc, pour y acquérir, comme Franco, ses promotions pour mérites de guerre, puis rejoignit en 1917 Franco et Pacón à Oviedo. Pendant la Guerre civile, où il commanda l’une des unités de choc de l’armée nationaliste. Il devint par la suite « inamovible dans la garde rapprochée de Franco » (Bennassar), notamment en tant que directeur de la Garde civile, ministre de l’Intérieur de 1947 à 1959, et capitaine général[82].
- Juan Antonio Suanzes, fils du directeur du collège de la marine à Ferrol, qui sera fait par Franco ministre de l’Industrie et du Commerce, puis directeur de l’Institut national de l'industrie (INI)[83].
- Pedro Nieto Antúnez, Ferrolan, plus jeune de six ans, n’appartenait pas au cercle des amis d’enfance et d’adolescence. Officier de marine, il devint le compagnon préféré du Caudillo lors de ses parties de pêche, et l’un de ses partenaires habituels au jeu de cartes. Après l’assassinat de Carrero Blanco, Franco voulut lui confier le poste de chef de gouvernement, mais le clan du Pardo et le Bunker, redoutant ses tendances libérales, y firent obstacle[84].
- Ricardo de la Puente Bahamonde, cousin germain du même âge, était un fils de l’unique sœur de Pilar Bahamonde. En juillet 1936, ayant refusé de rallier le Mouvement et de livrer l’aérodrome de Tétouan dont il avait la charge, il fut jugé par le conseil de guerre en procédure d’urgence, et exécuté sans que Franco ne tente de le sauver. Cette fois, l’une des seules, observe Bennassar, les liens du clan étaient demeurés sans effet[85].

Par fidélité ou par indifférence aux nouveaux contacts, Franco ne renouvellera guère son environnement social et élargira à peine ce milieu initial à quelques compagnons d’armes rencontrés au Maroc ou à un collaborateur occasionnel.

## Scolarité
On dispose de peu de documents sur la jeunesse de Franco, qui s’est lui-même acharné à ne rien laisser transpirer de son intimité familiale. Le livre de Pilar, Nosotros los Franco — selon Bartolomé Bennassar « d’une médiocrité affligeante, malgré quelques saillies et un brin de truculence » —, n’apporte sur l’enfance du Caudillo quasiment aucune information nouvelle.
Enfant, puis encore à l’Académie de Tolède, Franco fut la cible des railleries des autres gamins en raison de sa petite taille (1,64 m à l’académie de Tolède, finalement 1,67 m) et de sa voix zézéyante et haut perchée, laquelle était due à une déviation congénitale de la cloison nasale et à un palais inhabituellement étroit, et de laquelle il ne pourra jamais se défaire. Constamment, on le désignait par quelque diminutif : dans son enfance, comme il était chétif et d’aspect malingre, on le surnommait Cerillito (diminutif de cerillo, chandelle), puis, à l’Académie, Franquito (± Francillon), lieutenant Franquito, Comandantín (à Oviedo), etc. En 1936 encore, le général Sanjurjo, lui reprochant son manque de décision à la veille du soulèvement, dira : « Franquito es un cuquito que va a lo suyito » (± « Francillon est un coquelet qui va son petit bonhomme de chemin ») ; il reçut des conjurés, lassés de ses tergiversations, le sobriquet de Miss Canaries 1936. Dans ses Memorias, Manuel Azaña se laissa aller lui aussi à l’appeler Franquito.
Malgré l’insuffisance des ressources de la famille, les trois frères reçurent la meilleure instruction privée alors disponible à Ferrol, celle dispensée par le collège du Sacré-Cœur, où Francisco ne se distingua pas par des qualités exceptionnelles, ne faisant montre de quelque talent qu’en dessin et en mathématiques, et manifestant aussi quelque aptitude à certaines tâches manuelles. L’enseignement secondaire à Ferrol était, selon l’aveu de Franco, d’un faible niveau. Les professeurs se bornaient à faire des leçons de mémoire, sans explications ni mises au point. Du reste, ses professeurs ne perçurent aucun signe prémonitoire ; le directeur de l’école, interrogé vers 1930, brossa le portrait suivant : « un travailleur infatigable, d’un caractère très équilibré, qui dessinait bien », mais au total, « un enfant très ordinaire ». Il n’était ni studieux, ni dissipé. Il ne s’emportait que lorsqu’il était victime d’une injustice : « le sens du devoir et de la justice fut une obsession tout au long de sa vie », précise la sœur Pilar. Il n’échoua à aucun des examens correspondant aux deux premières années du bachillerato. Selon le témoignage d’un de ses camarades de collège, « il était toujours le premier à arriver et se plaçait à l’avant, seul. Il esquivait les autres ». On percevait chez les trois frères Franco, mais à un degré plus élevé chez Francisco, une ambition démesurée, qui était encouragée par l’entourage familial.